# یو این سو
یو این سو (کره‌ای: 유인수؛ زادهٔ ۲۵ مارس ۱۹۹۸) بازیگر اهل کره جنوبی است. او به خاطر ایفای نقش در مجموعه‌های تلویزیونی مانند دو بونگ سون قدرتمند (۲۰۱۷)، آی‌دی من خوشگل گانگنامه (۲۰۱۸)، در دوردست، بهار سرسبز است (۲۰۲۱) و ما همه مرده‌ایم (۲۰۲۲) کیمیای روح  (۲۰۲۲) شناخته می‌شود.

## فیلم‌شناسی

### فیلم
| سال  | عنوان     | نقش                | منابع |
| ---- | --------- | ------------------ | ----- |
| ۲۰۱۷ | فراموش‌شده | دانش آموز دبیرستان | [ ۵ ] |

### مجموعه تلویزیونی
| سال        | عنوان                            | نقش                  | شبکه     | منابع  |
| ---------- | -------------------------------- | -------------------- | -------- | ------ |
| ۲۰۱۷       | دو بونگ سون قدرتمند              | کانگ گو              | جی‌تی‌بی‌سی | [ ۶ ]  |
| ۲۰۱۷       | مدرسه ۲۰۱۷                       | مین جون              | کی‌بی‌اس۲  | [ ۷ ]  |
| ۲۰۱۷       | وقتی تو خواب بودی                | همکلاسی سونگ وون     | اس‌بی‌اس   | [ ۸ ]  |
| ۲۰۱۷       | باشگاه اجتماعی انتقام جویان      | هیونگ بوک            | تی‌وی‌ان   | [ ۹ ]  |
| ۲۰۱۷       | انتقام شیرین                     | چوی ایل جین          | Oksusu   | [ ۱۰ ] |
| ۲۰۱۸       | زندگی                            | چوی وو جین           | نتفلیکس  | [ ۱۱ ] |
| ۲۰۱۸       | آی‌دی من خوشگل گانگنامه           | پارک نه سون          | جی‌تی‌بی‌سی | [ ۱۲ ] |
| ۲۰۱۸       | درام ویژه فصل ۹: خداحافظی طولانی | نا کیونگ سو          | کی‌بی‌اس۲  | [ ۱۳ ] |
| ۲۰۱۸       | داستان پری                       | دانشجوی پروفسور جونگ | تی‌وی‌ان   | [ ۱۴ ] |
| ۲۰۱۹       | لحظه‌ای در هجده سالگی             | یو پیل سانگ          | جی‌تی‌بی‌سی | [ ۱۵ ] |
| ۲۰۱۹       | آلارم عشق                        | دانش آموز            | نتفلیکس  | [ ۱۶ ] |
| ۲۰۱۹       | شکلات                            | جو سونگ گو           | نتفلیکس  | [ ۱۷ ] |
| ۲۰۲۰       | غریبه                            | سونگ جون             | نتفلیکس  | [ ۱۸ ] |
| ۲۰۲۱       | در دوردست، بهار سرسبز است        | اوه چون گوک          | کی‌بی‌اس۲  | [ ۱۹ ] |
| ۲۰۲۲– ۲۰۲۳ | ما همه مرده‌ایم                   | یون گی نام           | نتفلیکس  | [ ۲۰ ] |
| ۲۰۲۲– ۲۰۲۳ | کیمیای روح                       | پارک دانگ گو         | تی‌وی‌ان   |        |
| ۲۰۲۲– ۲۰۲۳ | مامان بد                         | بانگ سام شیک         | جی‌تی‌بی‌سی | [ ۲۱ ] |